# Place Louis Morichar
La place Louis Morichar (en néerlandais : Louis Moricharplein), appelée jadis place de Parme, est une vaste place aménagée en square sur un terrain en forte déclivité situé à Saint-Gilles (Bruxelles).
Son nom de place de Parme qui ne manquait pas de références culturelles lui fut ôté en 1911 pour celui d'un édile communal qui présida durant 25 ans les bureaux de l'Instruction publique et des beaux arts.
La place de Parme dont les rues adjacentes furent loties dès 1898 fut bordée rapidement de maisons bruxelloises de style éclectique et art nouveau ; les nouveaux acquéreurs ne lésinant pas sur la qualité artistique de leurs demeures ayant eu le bon goût de faire appel aux meilleurs architectes et décorateurs du moment tels que Georges Delcoigne, Ernest Blerot, etc.

## Immeubles remarquables
- La Maison Delcoigne, se trouve au 14.
- L'Athénée royal Paul Delvaux, se trouve au 56.
- La Maison Van Bellinghen Tomberg par Ernest Blerot, au 41.

## Accès
Ce site est desservi par la station de prémétro Parvis de Saint-Gilles.